# Catedral de Piacenza
La catedral de la Asunción y Santa Justina es el lugar de culto católico principal de Piacenza y la iglesia matriz de la Diócesis de Piacenza-Bobbio. Tiene la dignidad de basílica menor.

## Historia
La catedral de Piacenza, importante ejemplo de la arquitectura románica en Italia, fue construida entre los años 1122 y 1233. Entre 1122 y 1160 se construyó la zona del ábside, con la cripta, el transepto y las naves laterales. La fachada y la cúpula fueron terminadas posteriormente. La construcción del campanario se prolongó hasta 1333 y en 1341 fue coronado con una escultura de cobre dorado que representa un ángel, llamada Angil dal Dom.
En los siglos posteriores, la iglesia fue enriquecida con decoraciones, capillas y altares. Todas estas adiciones fueron eliminadas por la restauración realizada entre 1897 y 1902 por voluntad del obispo de Piacenza Giovanni Battista Scalabrini.

## Descripción

### Exterior
La fachada a dos aguas es de mármol rosa de Verona y arenisca. Verticalmente está dividida en tres partes por dos pilastras. En la parte baja hay tres portales, coronados por pórticos avanzados y decorados con capiteles, arquitrabes, relieves y cariátides. Horizontalmente la fachada está dividida por una galería, con delgadas columnillas, que corona los dos pórticos avanzados laterales. En el centro hay un rosetón.
El portal de la derecha es la primera obra firmada de Nicholaus, de 1122. En él están representadas las Storie di Cristo sobre el arquitrabe, mientras que la arquivolta presenta complejos motivos vegetales y geométricos (no está esculpida la luneta, según el estilo italiano más arcaico). Su estilo tuvo un largo seguimiento en Piacenza, como en los artistas anónimos de los relieves de los gremios presentes en el interior.
El campanario de ladrillo, de 71 metros de altura, es del 1330. La cella del campanario se abre hacia el exterior con cuatro cuadríforas, una por cada lado. Sobre el campanario está colocada la estatua de un ángel que gira al soplar el vento.

### Interior

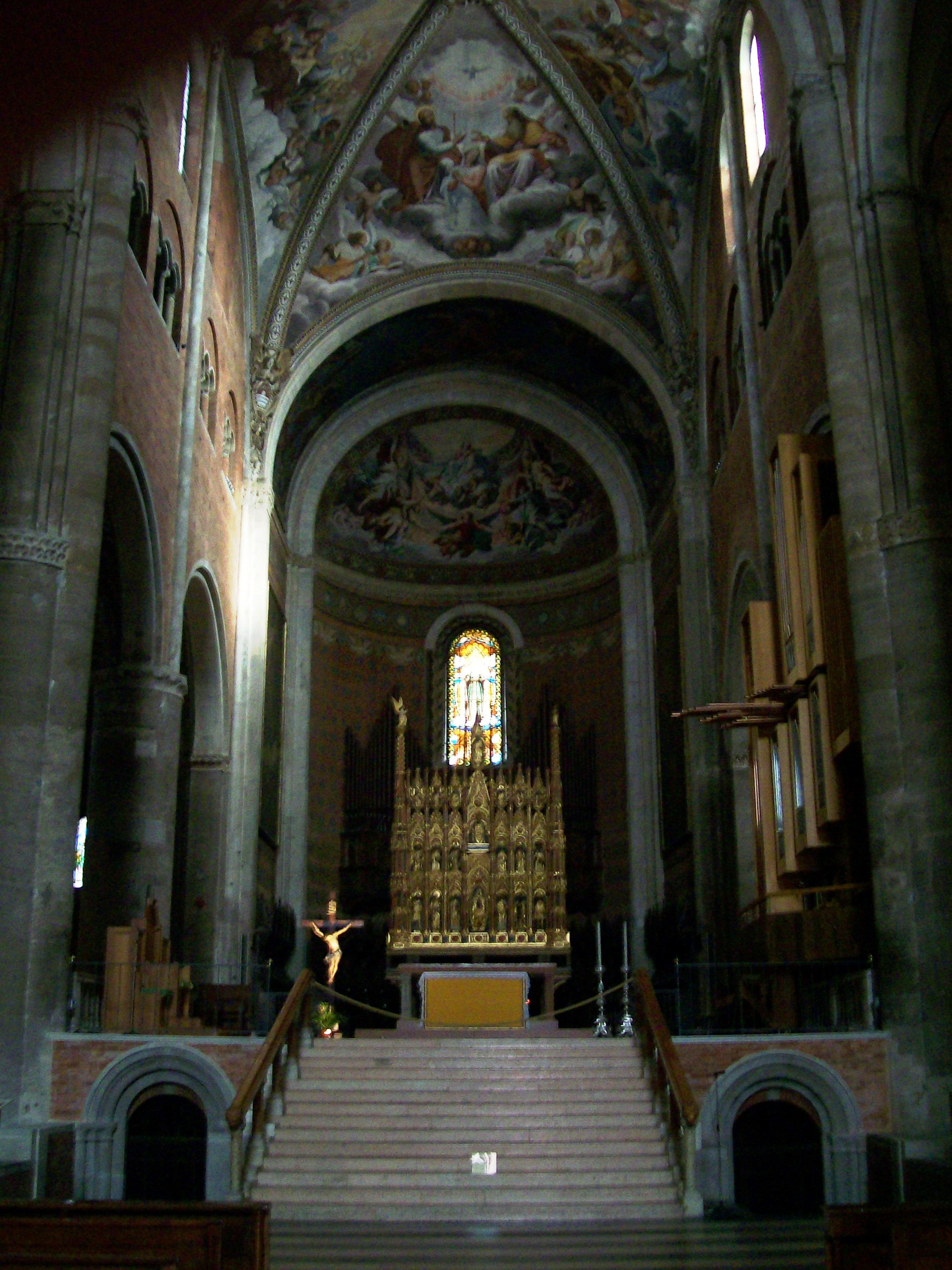
El interior de la catedral.

El interior es a cruz latina, con tres naves, divididas entre sí por veinticinco enormes pilares cilíndricos. El transepto también está dividido en tres naves. En el cruce hay un tiburio octogonal, decorado con frescos del siglo XVIII.
Algunos de los pilares fueron construidos a cargo de los gremios, las corporaciones de oficios, o de simples ciudadanos. Siete de estas presentan, como firma, relieves con la representación de la actividad de la asociación. También está escrito en latín el nombre del gremio, casi a modo de propietario del pilar: Haec est columna furnariorum. En algunos casos la firma informa del nombre de personas: Hugo pictor, magister Johannes, constructor, este último, de carros.
La cripta tiene forma de cruz griega con 108 columnillas románicas y guarda las reliquias de Santa Justina, a la que estaba dedicada la primera catedral de la ciudad, que se derrumbó tras el gran terremoto de Verona de 1117. La catedral fue construida precisamente sobre los escombros del lugar de culto anterior.
El interior está decorado con suntuosos frescos, realizados entre los siglos XIV y XVI por Camillo Procaccini y Ludovico Carracci. Los del siglo XVII que embellecen la cúpula son obra de Pier Francesco Mazzucchelli, llamado il Morazzone, y de Giovanni Francesco Barbieri, llamado il Guercino. La nave izquierda del presbiterio alberga un quiosco amadesco con candelabros, una escultura de madera de 1479, un coro de madera de Giangiacomo da Genova (1471) y estatuas de escuela lombarda del siglo XV.

### Órganos

#### Órgano Tamburini
Junto a la pared de fondo del ábside, encima de un coro de madera ricamente esculpido, se encuentra el órgano Tamburini opus 16, fabricado en 1905. El instrumento, con una muestra ceciliana compuesta por tubos del registro de principal dispuestas en tres pequeñas cúspides centrales y dos grandes cúspides laterales, cada una con un ala hacia el exterior, fue proyectado y probado por Marco Enrico Bossi y encierra el material fónico procedente del instrumento precedente, obra de los hermanos Serassi. El órgano tiene dos teclados de 58 notas cada uno y un pedalero de 27, con un total de 30 registros.

#### Órgano Pedrini
En el lado derecho del presbiterio, en el intercolumnio entre la nave central y la lateral derecha del ábside, se encuentra el órgano fabricado por la empresa Pedrini en 1982. El instrumento, a transmisión mixta, mecánica para los manuales y el pedal y eléctrica para los registros, tiene tres teclados de 61 notas cada uno y un pedalero cóncavo-radial de 32.

#### Órgano de la cripta
En la cripta se encuentra un tercer órgano, también fabricado por la empresa Pedrini. A transmisión mecánica, tiene un único teclado y pedalero unido constantemente al manual.

### Dimensiones
Se recogen a continuación, con fines comparativos, las dimensiones de las principales iglesias románicas de la región.
| Imagen | Edificio | Construcción          | Longitud exterior                   | Longitud interior | Anchura fachada               | Altura exterior fachada       | Altura campanario                        |
|        | Catedral de Parma                                                                                               | 1059-1178             | 81,7 (excluido el pórtico avanzado) | 78,5              | 28,0                          | 29,0                          | 64,0                                     |
|        | Catedral de Módena · ( Patrimonio de la Humanidad (parte de «Cattedrale, Torre Civica e Piazza Grande») (1997)) | 1099-1389             | 66,9                                | 63,1              | 24,7                          | 22,3 (con los pináculos 29,6) | 86,12 (incluida elevación del siglo XIV) |
|        | Catedral de Piacenza                                                                                            | 1122-1233             | 85,0                                |                   | 32,0                          | 32,0                          | 71,0                                     |
|        | Catedral de Fidenza                                                                                             | 1117-inic. siglo XIII | 50,5                                | 47,0              | 26,6 (incluidas las torres)   | —                             | —                                        |
|        | Catedral de Ferrara                                                                                             | siglo XII-XV          | 118                                 | —                 | 40,8                          | 17,0                          | 45,0                                     |
|        | Abadía de Nonantola                                                                                             | 1010-siglo XIII       | 45,4                                | 52,0              | 25,1                          | —                             | —                                        |
|        | Abadía de Pomposa, en Codigoro (provincia de Ferrara)                                                           | ?-1026                | 44,0 (con atrio y ábside)           | 42                | 18,35                         | 14,1                          | 48,5                                     |
|        | Abadía de San Mercuriale, en Forlì                                                                              | 1178-1232             | 32,5 (original) (46,2, actual)      | —                 | 15,4 (excluido el campanario) | 12,85                         | 75,58                                    |